# Усадорське сільське поселення
Усадо́рське сільське поселення (рос. Усадорское сельское поселение) — муніципальне утворення у складі Усінського міського округу Республіки Комі, Росія. Адміністративний центр — селище Усадор.

## Населення
Населення — 266 осіб (2010; 378 у 2002, 5787 у 1989).

## Склад
До складу поселення входять такі населені пункти:
| Населений пункт          | Населення, осіб (1989) | Населення, осіб (2002) | Населення, осіб (2010) |
| ------------------------ | ---------------------- | ---------------------- | ---------------------- |
| Верхньоколвінськ, селище | -                      | -                      | -                      |
| Возей, селище            | 947                    | -                      | -                      |
| Мічайоль, селище         | 1805                   | -                      | -                      |
| Приполярний, селище      | 1309                   | -                      | -                      |
| Усадор, селище           | 1726                   | 378                    | 266                    |